# Joseph Soffietti
Joseph Soffietti (* 9. September 1912 in Monestirolo; † 30. Januar 2007 in Lyon) war ein italienisch-französischer Radrennfahrer.

## Sportliche Laufbahn
Soffietti war im Straßenradsport aktiv. 1934 nahm er die französische Staatsbürgerschaft an. Als Amateur gewann er 1931 den Circuit du Forez, den Circuit des monts du Roannais und Grand Prix de Thizy, 1933 den Circuit du Jura, Lyon–Grenoble–Lyon und den Grand Prix de Cours-la-Ville.
Von 1934 bis 1950 war er Unabhängiger und Berufsfahrer. Zu seinen Erfolgen zählen die Siege bei Marseille–Lyon, Circuit du Forez, Circuit du Mont-Blanc, Circuit du Cantal und im Grand Prix de Cours-la-Ville 1936, drei Etappen in der Tour de l’Est Central 1938, Le Mans–Paris 1940, Avignon–Lyon 1941, Dijon–Lyon 1945 und 1946, Grand Prix du Pneumatique 1946 und bei Lyon–Grenoble–Lyon 1949.
Zweiter wurde Soffietti 1933 bei Paris–Saint-Étienne, Vichy–Lyon, 1934 im Grand Prix Nizza, 1942 im Critérium national und im Grand Prix du Pneumatique, 1946 in der französischen Straßenmeisterschaft, bei Paris–Vimoutiers, im Grand Prix de Cannes, bei Paris–Camembert und im Boucles de la Seine. Dritter wurde er 1931 in der Tour de Haute-Savoie, 1934 in der Tour de Campanie, 1937 in der französischen Straßenmeisterschaft und 1946 bei Bordeaux–Paris. 
Die Tour de France fuhr Soffietti zweimal. 1937 kam er nicht ins Ziel, 1938 wurde er 48.